# گوگل تراول

لوگوی اولیه گوگل تراول

گوگل تراول (به انگلیسی: Google Travel) که پیش‌تر با نام گوگل تریپس (به انگلیسی: Google Trips) شناخته می‌شد، یک سرویس برنامه‌ریز سفر است که توسط گوگل برای وب ساخته شده است. این برنامه در آغاز به عنوان یک برنامه تلفن همراه در تاریخ ۱۹ سپتامبر ۲۰۱۶ برای اندروید و iOS راه‌اندازی شد و در ۵ آگوست ۲۰۱۹ غیرفعال شد و برنامه وب جدید گوگل تراول جایگزین آن شد. این برنامه شامل جستجوی پروازها و هتل‌ها می‌شود.

## تاریخ
این برنامه تلفن همراه در تاریخ ۱۹ سپتامبر ۲۰۱۶ برای اندروید و iOS راه‌اندازی شد. گوگل در ماه مه ۲۰۱۹ از ارائه قابلیت دسکتاپ برای برنامه‌ریزی سفر و ادغام برخی از ویژگی‌های برنامه‌ریزی سفر در گوگل مپس خبر داد. در ژوئن ۲۰۱۹، گوگل اعلام کرد که پشتیبانی از گوگل تریپس (Google Trips) در ۵ آگوست ۲۰۱۹ پایان می‌یابد. در عوض، کاربران می‌توانند از وب‌سایت جدید گوگل تراول برای برنامه‌ریزی سفرهای خود بهره ببرند.

## امکانات
برای استفاده از این برنامه در تلفن همراه، حساب کاربری گوگل نیاز است. این برنامه به کاربران این امکان را می‌دهد تا با خلاصه اطلاعاتی درباره مقصد کاربر در چندین دسته از قبیل برنامه‌های روز، رزروها و کارهایی که انجام می‌دهند، برای سفرهای آینده برنامه‌ریزی کنند. این برنامه با راهنماهای کامل روزانه به بیش از ۲۰۰ شهر بزرگ راه‌اندازی شد. این برنامه همچنین موقعیت مکانی رزروهای پرواز، هتل، ماشین و رستوران را برای سفر براساس ایمیل‌های جی‌میل کاربر تسهیل می‌کند.